# 拉法難民營
拉法難民营（阿拉伯语：‎）是加沙地带的八个巴勒斯坦難民營之一。它位于拉法省，而且距離埃及—加沙邊界較近。 拉法難民营成立于1949年。在拉法難民营成立後不久，拉法難民营一度是加沙地带最大的难民营，後來難民營內的人口有所减少。
根据聯合國近東巴勒斯坦難民救濟和工程處的數據，拉法難民营內共有99,000名居民 。根據巴勒斯坦中央统计局於2017年進行的人口普查显示，拉法難民营内有36,550名居民。 所以截至當時拉法難民营是巴勒斯坦第二大难民营。聯合國近東巴勒斯坦難民救濟和工程處在該難民營开办了31所学校（20所小学，11所中学）。